# Brisbane (Schiff, 1967)
Die Brisbane, auch HMAS Brisbane, (Kennung: D 41) war ein Zerstörer der Perth-Klasse der Royal Australian Navy. Sie diente von 1967 bis 2001 in der australischen Marine und war das zweite Schiff, das nach der Stadt Brisbane benannt war.

## Geschichte
Die Kiellegung der Brisbane fand am 15. Februar 1965 bei der Defoe Shipbuilding Company in Bay City, Michigan, statt, der Stapellauf erfolgte am 5. Mai 1966, die Indienststellung bei der australischen Marine am 16. Dezember 1967.
Der Zerstörer wurde mehrmals vor der vietnamesischen Küste eingesetzt und nahm an verschiedenen Operationen im Golf von Tonkin teil. In den folgenden Jahren nach Ende des Vietnamkriegs operierte er zumeist mit US-Verbänden, mehrmals begleitete die Brisbane den australischen Flugzeugträger Melbourne zu multinationalen Übungen, im Sommer 1977 auch zu  NATO-Übungen im Atlantik. Ende der 1980er Jahre wurde der Zerstörer modernisiert, er erhielt unter anderem ein Nahbereichsverteidigungssystem Phalanx. Während der Operationen „Desert Shield“ und „Desert Storm“ im Zweiten Golfkrieg gehörte die Brisbane zum australischen Kontingent der alliierten Streitkräfte in der Golfregion. Sie wurde mehrfach als „plane guard“ der Midway eingesetzt und war Basis für Kampfschwimmer zur Minenabwehr.
Am 19. Oktober 2001 wurde das Schiff außer Dienst gestellt, die Brücke sowie ein 12,7-cm-Geschütz wurden demontiert und als Ausstellungsstücke ins Australian War Memorial gebracht. Der Rumpf wurde am 31. Juli 2005 vor der Sunshine Coast als Tauchwrack versenkt. Das Wrack liegt nahezu waagrecht auf einem 27 Meter tiefen sandigen Grund. Die höchsten noch erhaltenen Aufbauten ragen bis auf 3 Meter unter die Oberfläche auf. Somit kann die Brisbane sowohl von wenig erfahrenen als auch von erfahreneren Tauchern besucht werden.